# Юмор ТВ
Юмор ТВ (укр. Гумор ТБ; ранее — Штепсель) — украинский бывший юмористический и развлекательный телеканал, который начал свое вещание 1 февраля 2009 года и прекратил его 7 апреля 2017 года.

## Про канал
Телеканал сначала начал свое тестовое вещание 1 ноября 2008 года, потом тестовое вещание прекратилось 1 февраля 2009 года во время начала полноценного вещания, канал вещал сначала на украинских спутниках «Amos 2» и «Amos 3».
В начале своего существования канал имел второе название — «Штепсель».
Тематика канала — юмористическая и развлекательная, канал показывал юмористические и развлекательные программы и другое на тему юмора.
Наполнение канала сформировалась блоками: блок мультфильмов и мультсериалов «Ржаники», блок выходного дня «Юморины из торбины», блок комедийных фильмов и сериалов «Комедийный улет», блок программ и выступлений «Торба смеха» и блок комедийных фильмов, снятых в период с 1930 по 1955 годы «С чего реготали наши бабушки».
С 2012 года поменяли наполнение, со старого наполнения остался только блок «Комедийный улет», однако, добавленный новый блок мультфильмов и мультсериалов под названием «Минутка для ребёнка», также блоки «Художественный фильм» и «Художественный фильм. RETRO».
С 2013 года канал стал транслировать российские программы и сериалы, такие как: «ОСП-студия» (до 2016 года), «33 квадратных метра» и «Осторожно, модерн!».
В декабре 2014 года канал вместе со своим родственным каналом «Бабай ТВ» прекратил свое вещание, объясняя это финансовым положением. Как писал топ-менеджер канала в письме провайдерам программной услуги: «события на юге и востоке Украины и, как следствие, сложная финансовая ситуация в стране привела к существенному уменьшению поступлений от рекламы и падению доходов от других видов деятельности телеканала». В феврале 2015 года канал вернул вещание через интернет, а 15 июня 2015 года вернул официальное вещание.
В 2016 году канал перешел на другой французский спутник «Eutelsat», раньше он вещал в 05:00—23:00, а в 2016 году в 05:00—20:00, также вернулся блок «С чего реготали наши бабушки», правда, не на «Юмор ТВ», а на «Бабай ТВ».
7 января 2017 года в Рождество канал сразу после перехода на «Бабай ТВ» показал в 20:00 фильм ужасов Дарио Ардженто «Игрок», фильм шел в слоте 20:00—21:30 вместо прописанного в прокате показа после 22:00. Представительница канала заявила, что канал ошибся впервые, фильм шел с возрастным ограничением «18+» в красном круге, за это нарушение регулятор начал проверку канала, однако её результаты Национальный совет по телевидению и радиовещанию Украины не успела просмотреть через закрытие каналов.
7 апреля 2017 года каналы прекратили свое вещание, 12 мая 2017 года Нацсовет по телевидению и радиовещанию Украины аннулировала их лицензии.

### Бабай ТВ
Канал транслирует фильмы и сериалы ужасов с элементами эротики, эротические программы и музыкальные клипы, тематика канала — для взрослых (аудитория 18+).

## Владельцы
Основателю и владельцу канала Вадиму Сойрефу (Метельскому) принадлежат 98 % больше чем у Игоря Шапиро, которого всего 2 %

## Наполнение телеэфира (Юмор ТВ)

### Программы
- 3х4. Самое забавное домашнее видео (2009)
- Мультфильмы и клипы — блок мультфильмов и музыкальных клипов
- Фабрика анекдотов (2011)
- Детские откровения (2011)
- Бодрое утро — утреннее шоу (2014)
- Ржаники — блок мультфильмов и мультсериалов для детей и взрослых (2009—2012)
- Маски-шоу (2009—2011)
- Комедийный квартет (2009—2010)
- ЖЭК (2009—2010)
- Частная милиция (2009—2010)
- Вкусные советы (2009—2010)
- Мамаду (2009—2010)
- За деньги (2009—2010)
- Парк юмора (2009—2010)
- Джентльмен-шоу (2011)
- Битва анекдотов — юмористически-анекдотический батл с Геннадием Попенко[укр.]
- Комедийный улет — блок комедийных фильмов (2009—2016)
- С чего хохотали наши бабушки — блок комедийных фильмов, снятых в период с 1930 по 1955 годы (2009—2012)
- Торба смеха — блок комедийных фильмов, мультфильмов, выступлений артистов юмористического жанра (2009—2012)
- Юморины из торбины — блок выходного дня (2009—2012)
- Фабрика смеха (2011)
- Смех с доставкой на дом (2011)
- Минутка для малютки (другие названия — «Минутка для ребёнка» и «Минутка для малышки» (укр. Хвилинка для дитинки; Хвилинка для малютки))
- Клуб юмора (2012)
- ОСП-студия (2013—2016)
- Хали-гали (2013)
- Приколы от Дяди Жоры[укр.] (укр. Приколи від Дяді Жори, 2014)
- BIGUDI-SHOW
- Как бы шоу
- Кухонька
- Funny kids
- Чудо-торба («Люкс ТВ», «Телемедиа»)
- Детки-предки
- #Backstage (2016)
- Не пугайтесь! (2016)
- Басни (2016)
- Короткометражки DZIDZIO (2016)
- Wow Effect (2017)

### Мультфильмы и мультсериалы (2009—2016)
- S. O. S. (с героями Деревни дураков, 2010)
- Огги и кукарачи (2009—2014)
- Эрки Перки
- Фикс и Фокси и их друзья
- Новогодние курьезы (2010)
- Семейка пиратов (2010—2011)
- Казаки (2011)
- Три Панька (2011)
- Парасолька (2011)
- Веселая карусель (2011—2012)
- Трилогия Винни-Пух (1969―1972)
- Ну, погоди! (2009—2016)
- Галактический футбол (2013)
- Злой мальчик (2013)
- Человек-паук (1994)
- Сокровища острова черепах (2013)
- Кэнди-Кенди (2014)
- Привет, Сэндибелл! (2014)
- Крошка Мемоль (2014)
- Бернард (2015)
- Ринтиндамб (2016)
- Хрюсик и Мухася (2016)

### Телесериалы (2009—2016)
- Баллады о гусарах (2009—2010)
- Милицейская академия (2012—2013)
- Конан (2013)
- Отчаянные родители (2012)
- Тайны любви (2012)
- Элен и друзья (2013)
- 33 квадратных метра (2013)
- Осторожно, модерн! (2013)
- Полный вперед! (2013)
- Взять Тарантину (2014)
- Таксистка (2014)
- Не ссорьтесь, девушки! (2014)
- В меньшинстве (2016)
- Вероника Марс (2016)
- Так мало времени (2016)
- Семейный праздник (2016)
- Чудопад (2016)

### Блок «С чего хохотали наши бабушки» (2009—2012)
- Мартын Боруля
- В степях Украины
- Свадьба Кречинского (1953)[1]
- Свадьба с приданым
- Учитель танцев
- Школа злословия
- Тарапунька и Штепсель под облаками
- Смеханические приключения Тарапуньки и Штепселя
- Слуга двух господ

### Блок «Комедийный улет» (2009—2016)
- Прохиндиада, или Бог на месте
- Короли скорости (2004)
- О бедном гусаре замолвите слово
- От и до (1976)
- Без года неделя
- Ночные забавы
- Свадьба сойок (1984)
- Кин-дза-дза!
- Кое-что из губернской жизни
- Мнимый больной
- Здравствуйте, я ваша тетя!
- Обычное чудо
- Шаг навстречу
- Бедная Маша
- Возвращение «Броненосца»
- Путешествие мсье Перришона
- Эта веселая планета
- Невероятное пари, или Истинное приключение, благополучно завершившееся сто лет назад
- Продается детектор лжи
- Сватовство на Гончаровке
- Под крышами Монмартра
- Эффект Ромашкина
- Дульсинея Тобосская
- Страховой агент
- Улыбка Мелометы
- 12 стульев
- Семейный план
- Пеппи Длинный чулок (1984)
- Дело о «Мертвых душах»
- Беги, толстяк, беги!
- Смех и кара
- Нелюдь
- Найдешь друга, приобретешь сокровище

## Наполнение телеэфира (Бабай ТВ)

### Блок «Время ЖАХов»
- На краю Вселенной: Битва за мир
- Вашингтонский снайпер: 23 дня страха
- Атомный поезд
- Пять дней до полуночи
- Охотники за сокровищами
- «Розы для эльзы»
- Море душ
- «Игрок» (2004)
- Человек-акула (2005)
- Ужасы Лох-Несса (2008)
- «Последние герои» (2001)
- «Расплата» (1991)
- Последнее пророчество
- «Боги речного мира»

### Блок «Время АХов»
- «Амурные мелодии» — блок эротических клипов (позже выходил на «Тонис»)
- «Ночные фантазии» — эротическая интерактивная программа (ранее выходила на «Куй-ТБ», «Maxxi-TV» и «Кино»)
- «Эро-шоу» — эротическая интерактивная программа (ранее выходила на «Real Estate TV»)
- «Мисс Русская ночь» — российский эротический конкурс красоты
- «Дао секса и любви»
- «Тантра — йога любви»
- «Камасутра. Новые горизонты любви»
- «Корпорация мечты»
- «Жизнь на вершине»
- «Компрометирующие ситуации»
- «Эскорт-агентство»
- «Восход солнца» (2002)
- «Латинский любовник»
- «Бомба»
- «Романтическая страсть» (1997)